# Electrocaïne
Albums de Pills
Foundation
(1995) Musicsoldia
(2000)
Electrocaïne est le deuxième album studio du groupe Pills, sorti en 1998 puis réédité avec deux titres supplémentaires : The Avengers et Super Harmony. L'album est nommé lors des Victoires de la musique 1999 dans la catégorie « album techno ou dance » finalement remportée par Moon Safari d'Air.

## Liste des titres
| 1.  | Garden Party               |  |
| 2.  | Fun-K-Tronic               |  |
| 3.  | Drugstore                  |  |
| 4.  | Junky Star                 |  |
| 5.  | Hurricane                  |  |
| 6.  | Darkside                   |  |
| 7.  | Black Pearl                |  |
| 8.  | Amazing Dread Club         |  |
| 9.  | Rock Me                    |  |
| 10. | Free Step (+ piste cachée) |  |

| 1.  | Garden Party                   | 5:34  |
| 2.  | Fun-K-Tronic                   | 4:05  |
| 3.  | Drugstore                      | 5:13  |
| 4.  | Junky Star                     | 5:11  |
| 5.  | Hurricane                      | 7:29  |
| 6.  | Darkside                       | 8:14  |
| 7.  | Black Pearl                    | 6:19  |
| 8.  | Amazing Dread Club             | 4:28  |
| 9.  | Rock Me                        | 3:34  |
| 10. | Free Step                      | 4:30  |
| 11. | The Avengers                   | 5:25  |
| 12. | Super Harmony (+ piste cachée) | 10:43 |